# Maria van Spanje (1528-1603)
Maria van Spanje (Koninklijk Alcazar van Madrid, 21 juni 1528 — Monasterio de las Descalzas Reales, Madrid, 26 februari 1603, Spaans: María de Austria) was een dochter van keizer Karel V en Isabella van Portugal. 
Haar vader overwoog in 1540 haar uit te huwelijken aan de Franse koningszoon Karel II van Orléans en hen de Spaanse Nederlanden af te staan (zolang de keizer leefde zouden ze namens hem regeren, en als ze zonder nageslacht stierven zou het gebied terugkeren naar de Habsburgers). Deze optie werd in 1544 opgenomen in de Vrede van Crépy, maar uiteindelijk koos de keizer voor een ander alternatief (en sneuvelde ook dat toen Karel van Orléans plots overleed). Maria trouwde op 13 september 1548 met haar neef, de latere keizer Maximiliaan II. Samen met hem oefende zij regelmatig het regentschap in Spanje uit. Na het overlijden van haar man in 1576 trok zij zich terug in Spanje.

## Huwelijk
Uit het huwelijk tussen Maria en Maximiliaan werden de volgende kinderen geboren:
- Anna (2 november 1549 - 26 oktober 1580), gehuwd met Filips II van Spanje, broer van haar moeder
- Ferdinand (28 maart 1551 - 25 juni 1552)
- Rudolf (18 juli 1552 - 20 januari 1612), keizer van het Heilige Roomse Rijk na de dood van zijn vader
- Ernst (15 juni 1553 - 20 februari 1595), hij was Landvoogd der Zuidelijke Nederlanden van 1594 tot zijn dood. Hij probeerde ook tweemaal toe koning van Polen te worden. Dit lukte hem echter niet
- Elisabeth (5 juli 1554 - 22 januari 1592), zij werd koningin van Frankrijk door haar huwelijk met Karel IX van Frankrijk
- Maria (27 juli 1555 - 25 juni 1556)
- Matthias (24 februari 1557 - 20 maart 1619), hij was keizer van het Heilige Roomse Rijk na de dood van zijn oudere broer Rudolf II. Hij trad in het huwelijk met prinses Anna van Tirol
- Een zoon (geboren en overleden op 20 oktober 1557)
- Maximiliaan (12 oktober 1558 - 2 november 1618), hij was grootmeester van de Duitse Orde en stadhouder van Tirol. Hij was ook bestuurder van Pruisen
- Albrecht (15 november 1559 - 13 juli 1621), hij trad in het huwelijk met prinses Isabella van Spanje
- Wenceslaus (9 maart 1561 - 22 september 1578), ongehuwd
- Frederik (21 juni 1562 - 16 januari 1563)
- Maria (19 februari 1564 - 26 maart 1564)
- Karel (26 september 1565 - 23 mei 1566)
- Margaretha (25 januari 1567 - 5 juli 1633), ongehuwd
- Eleonora (4 november 1568 - 12 maart 1580), ongehuwd

## Kwartierstaat (voorouders)
| Keizer Maximiliaan I (1459-1519) | Keizer Maximiliaan I (1459-1519) | Keizer Maximiliaan I (1459-1519) | Keizer Maximiliaan I (1459-1519) | Keizer Maximiliaan I (1459-1519) | Keizer Maximiliaan I (1459-1519) |                                  |                                  | Maria van Bourgondië (1457-1482) | Maria van Bourgondië (1457-1482) | Maria van Bourgondië (1457-1482) | Maria van Bourgondië (1457-1482) | Maria van Bourgondië (1457-1482) | Maria van Bourgondië (1457-1482) |                              |                              | Ferdinand II van Aragon (1452-1516) | Ferdinand II van Aragon (1452-1516) | Ferdinand II van Aragon (1452-1516) | Ferdinand II van Aragon (1452-1516) | Ferdinand II van Aragon (1452-1516) | Ferdinand II van Aragon (1452-1516) |  |  | Isabella I van Castilië (1451-1504) | Isabella I van Castilië (1451-1504) | Isabella I van Castilië (1451-1504) | Isabella I van Castilië (1451-1504) | Isabella I van Castilië (1451-1504) | Isabella I van Castilië (1451-1504) |                                   |                                   | Ferdinand van Viseu (1433-1470)   | Ferdinand van Viseu (1433-1470)   | Ferdinand van Viseu (1433-1470)   | Ferdinand van Viseu (1433-1470)   | Ferdinand van Viseu (1433-1470)    | Ferdinand van Viseu (1433-1470)    |                                    |                                    | Beatrix van Portugal (1430-1506)   | Beatrix van Portugal (1430-1506)   | Beatrix van Portugal (1430-1506) | Beatrix van Portugal (1430-1506) | Beatrix van Portugal (1430-1506) | Beatrix van Portugal (1430-1506) |                             |                             |                             |                             |
| Keizer Maximiliaan I (1459-1519) | Keizer Maximiliaan I (1459-1519) | Keizer Maximiliaan I (1459-1519) | Keizer Maximiliaan I (1459-1519) | Keizer Maximiliaan I (1459-1519) | Keizer Maximiliaan I (1459-1519) |                                  |                                  | Maria van Bourgondië (1457-1482) | Maria van Bourgondië (1457-1482) | Maria van Bourgondië (1457-1482) | Maria van Bourgondië (1457-1482) | Maria van Bourgondië (1457-1482) | Maria van Bourgondië (1457-1482) |                              |                              | Ferdinand II van Aragon (1452-1516) | Ferdinand II van Aragon (1452-1516) | Ferdinand II van Aragon (1452-1516) | Ferdinand II van Aragon (1452-1516) | Ferdinand II van Aragon (1452-1516) | Ferdinand II van Aragon (1452-1516) |  |  | Isabella I van Castilië (1451-1504) | Isabella I van Castilië (1451-1504) | Isabella I van Castilië (1451-1504) | Isabella I van Castilië (1451-1504) | Isabella I van Castilië (1451-1504) | Isabella I van Castilië (1451-1504) |                                   |                                   | Ferdinand van Viseu (1433-1470)   | Ferdinand van Viseu (1433-1470)   | Ferdinand van Viseu (1433-1470)   | Ferdinand van Viseu (1433-1470)   | Ferdinand van Viseu (1433-1470)    | Ferdinand van Viseu (1433-1470)    |                                    |                                    | Beatrix van Portugal (1430-1506)   | Beatrix van Portugal (1430-1506)   | Beatrix van Portugal (1430-1506) | Beatrix van Portugal (1430-1506) | Beatrix van Portugal (1430-1506) | Beatrix van Portugal (1430-1506) |                             |                             |                             |                             |
|                                  |                                  |                                  |                                  |                                  |                                  |                                  |                                  |                                  |                                  |                                  |                                  |                                  |                                  |                              |                              |                                     |                                     |                                     |                                     |                                     |                                     |  |  |                                     |                                     |                                     |                                     |                                     |                                     |                                   |                                   |                                   |                                   |                                   |                                   |                                    |                                    |                                    |                                    |                                    |                                    |                                  |                                  |                                  |                                  |                             |                             |                             |                             |
|                                  |                                  |                                  |                                  |                                  |                                  |                                  |                                  |                                  |                                  |                                  |                                  |                                  |                                  |                              |                              |                                     |                                     |                                     |                                     |                                     |                                     |  |  |                                     |                                     |                                     |                                     |                                     |                                     |                                   |                                   |                                   |                                   |                                   |                                   |                                    |                                    |                                    |                                    |                                    |                                    |                                  |                                  |                                  |                                  |                             |                             |                             |                             |
|                                  |                                  |                                  |                                  | Filips de Schone (1478-1506)     | Filips de Schone (1478-1506)     | Filips de Schone (1478-1506)     | Filips de Schone (1478-1506)     | Filips de Schone (1478-1506)     | Filips de Schone (1478-1506)     |                                  |                                  |                                  |                                  |                              |                              | Johanna van Castilië (1479-1555)    | Johanna van Castilië (1479-1555)    | Johanna van Castilië (1479-1555)    | Johanna van Castilië (1479-1555)    | Johanna van Castilië (1479-1555)    | Johanna van Castilië (1479-1555)    |  |  | Maria van Aragon (1482-1517)        | Maria van Aragon (1482-1517)        | Maria van Aragon (1482-1517)        | Maria van Aragon (1482-1517)        | Maria van Aragon (1482-1517)        | Maria van Aragon (1482-1517)        |                                   |                                   |                                   |                                   |                                   |                                   | Emanuel I van Portugal (1469-1521) | Emanuel I van Portugal (1469-1521) | Emanuel I van Portugal (1469-1521) | Emanuel I van Portugal (1469-1521) | Emanuel I van Portugal (1469-1521) | Emanuel I van Portugal (1469-1521) |                                  |                                  |                                  |                                  |                             |                             |                             |                             |
|                                  |                                  |                                  |                                  | Filips de Schone (1478-1506)     | Filips de Schone (1478-1506)     | Filips de Schone (1478-1506)     | Filips de Schone (1478-1506)     | Filips de Schone (1478-1506)     | Filips de Schone (1478-1506)     |                                  |                                  |                                  |                                  |                              |                              | Johanna van Castilië (1479-1555)    | Johanna van Castilië (1479-1555)    | Johanna van Castilië (1479-1555)    | Johanna van Castilië (1479-1555)    | Johanna van Castilië (1479-1555)    | Johanna van Castilië (1479-1555)    |  |  | Maria van Aragon (1482-1517)        | Maria van Aragon (1482-1517)        | Maria van Aragon (1482-1517)        | Maria van Aragon (1482-1517)        | Maria van Aragon (1482-1517)        | Maria van Aragon (1482-1517)        |                                   |                                   |                                   |                                   |                                   |                                   | Emanuel I van Portugal (1469-1521) | Emanuel I van Portugal (1469-1521) | Emanuel I van Portugal (1469-1521) | Emanuel I van Portugal (1469-1521) | Emanuel I van Portugal (1469-1521) | Emanuel I van Portugal (1469-1521) |                                  |                                  |                                  |                                  |                             |                             |                             |                             |
|                                  |                                  |                                  |                                  |                                  |                                  |                                  |                                  |                                  |                                  | Keizer Karel V (1500-1558)       | Keizer Karel V (1500-1558)       | Keizer Karel V (1500-1558)       | Keizer Karel V (1500-1558)       | Keizer Karel V (1500-1558)   | Keizer Karel V (1500-1558)   |                                     |                                     |                                     |                                     |                                     |                                     |  |  |                                     |                                     |                                     |                                     |                                     |                                     | Isabella van Portugal (1503-1539) | Isabella van Portugal (1503-1539) | Isabella van Portugal (1503-1539) | Isabella van Portugal (1503-1539) | Isabella van Portugal (1503-1539) | Isabella van Portugal (1503-1539) |                                    |                                    |                                    |                                    |                                    |                                    |                                  |                                  |                                  |                                  |                             |                             |                             |                             |
|                                  |                                  |                                  |                                  |                                  |                                  |                                  |                                  |                                  |                                  | Keizer Karel V (1500-1558)       | Keizer Karel V (1500-1558)       | Keizer Karel V (1500-1558)       | Keizer Karel V (1500-1558)       | Keizer Karel V (1500-1558)   | Keizer Karel V (1500-1558)   |                                     |                                     |                                     |                                     |                                     |                                     |  |  |                                     |                                     |                                     |                                     |                                     |                                     | Isabella van Portugal (1503-1539) | Isabella van Portugal (1503-1539) | Isabella van Portugal (1503-1539) | Isabella van Portugal (1503-1539) | Isabella van Portugal (1503-1539) | Isabella van Portugal (1503-1539) |                                    |                                    |                                    |                                    |                                    |                                    |                                  |                                  |                                  |                                  |                             |                             |                             |                             |
|                                  |                                  |                                  |                                  |                                  |                                  |                                  |                                  |                                  |                                  |                                  |                                  |                                  |                                  |                              |                              |                                     |                                     |                                     |                                     |                                     |                                     |  |  |                                     |                                     |                                     |                                     |                                     |                                     |                                   |                                   |                                   |                                   |                                   |                                   |                                    |                                    |                                    |                                    |                                    |                                    |                                  |                                  |                                  |                                  |                             |                             |                             |                             |
|                                  |                                  |                                  |                                  |                                  |                                  |                                  |                                  |                                  |                                  |                                  |                                  |                                  |                                  |                              |                              |                                     |                                     |                                     |                                     |                                     |                                     |  |  |                                     |                                     |                                     |                                     |                                     |                                     |                                   |                                   |                                   |                                   |                                   |                                   |                                    |                                    |                                    |                                    |                                    |                                    |                                  |                                  |                                  |                                  |                             |                             |                             |                             |
|                                  |                                  |                                  |                                  | Filips II van Spanje (1527–1598) | Filips II van Spanje (1527–1598) | Filips II van Spanje (1527–1598) | Filips II van Spanje (1527–1598) | Filips II van Spanje (1527–1598) | Filips II van Spanje (1527–1598) |                                  |                                  |                                  |                                  | Maria van Spanje (1528-1603) | Maria van Spanje (1528-1603) | Maria van Spanje (1528-1603)        | Maria van Spanje (1528-1603)        | Maria van Spanje (1528-1603)        | Maria van Spanje (1528-1603)        |                                     |                                     |  |  | Ferdinand van Spanje (1530–1530)    | Ferdinand van Spanje (1530–1530)    | Ferdinand van Spanje (1530–1530)    | Ferdinand van Spanje (1530–1530)    | Ferdinand van Spanje (1530–1530)    | Ferdinand van Spanje (1530–1530)    |                                   |                                   |                                   |                                   | Johanna van Habsburg (1535-1573)  | Johanna van Habsburg (1535-1573)  | Johanna van Habsburg (1535-1573)   | Johanna van Habsburg (1535-1573)   | Johanna van Habsburg (1535-1573)   | Johanna van Habsburg (1535-1573)   |                                    |                                    |                                  |                                  | Juan van Spanje (1539-1539)      | Juan van Spanje (1539-1539)      | Juan van Spanje (1539-1539) | Juan van Spanje (1539-1539) | Juan van Spanje (1539-1539) | Juan van Spanje (1539-1539) |

## Voetnoten
1. ↑  Geoffrey Parker, Keizer Karel V. Landsheer van de Nederlanden, Habsburgs wereldheerser, 2020, p. 333
2. ↑  Geoffrey Parker, Keizer Karel V. Landsheer van de Nederlanden, Habsburgs wereldheerser, 2020, p. 380

- Gemeinsame Normdatei: 101103573
- International Standard Name Identifier: 0000 0000 6665 2299
- Library of Congress Control Number: n2007073561
- Nationale Bibliotheek van Tsjechië: jo2003192718
- Nationale Bibliotheek van Israël: 987007264895505171
- Nederlandse Thesaurus van Auteursnamen: 172403758
- LIBRIS: 173641
- Système universitaire de documentation: 10046243X
- Virtual International Authority File: 283198441
- WorldCat: E39PBJmXQbwWtBbtHrMMf9JCcP